# Hidaka (provincia)
Hidaka (giapponese: 日高国, -no kuni) fu una vecchia provincia del Giappone dalla vita breve, che corrisponde all'attuale sottoprefettura di Hidaka nella prefettura dell'Hokkaido
Venne stabilita il 15 agosto 1869. Nel 1872 il censimento rileva una popolazione di 6.574 persone. Nel 1882 viene dissolta ed incorporata nella prefettura dell'Hokkaido.